# La Voz del Interior
La Voz del Interior (span. für Die Stimme des Landesinneren) ist eine argentinische Tageszeitung, die in Córdoba herausgegeben wird. 
Die Zeitung erscheint in der Provinz Córdoba, kann jedoch per Abonnement sowie in einzelnen Zeitungskiosken im ganzen Land bezogen werden. Sie nimmt in der Bedeutung den ersten Rang in der Region ein und war im Jahr 2007 mit einer durchschnittlichen Auflage von 63.639 (mit einem Maximum von 107.357 an Sonntagen) die vierterfolgreichste Zeitung Argentiniens, hinter Clarín, La Nación und Diario Popular (alle drei aus Buenos Aires).

## Geschichte
La Voz del Interior wurde am 13. März 1904 von Silvestre Rafael Remonda gegründet, dessen Familie lange Zeit der Besitzer der Gesellschaft war. Im Jahr 1975 wurde auf die Druckerei ein Attentat verübt, das einen großen Teil der Einrichtung zerstörte. Sie konnte sich jedoch von diesem Rückschlag erholen und die führende Rolle in der Provinz einnehmen. 1997 wurden 80 % der Aktien an die Compañía de Inversión en Medios de Comunicación (CIMECO) S., an der die Zeitungen Clarín und La Nación aus Buenos Aires und die spanische Gruppe Vocento beteiligt sind. Die restlichen 20 % der Aktien verblieb im Besitz der Familie Remonda.
Seit 1998 ist der Direktor der Zeitung Carlos Jornet. 2007 und 2008 erwarb die Clarín-Gruppe die Anteile von Vocento und La Nación und ist heute Hauptaktionär der Zeitung mit 80 Prozent Beteiligung.
Im April 2008 kam La Voz del Interior in die Kritik, als die Zeitung einen Beitrag des Journalisten Enrique Lacolla zurückzog, in dem dieser die Rolle des argentinischen Privatfernsehens, darunter auch die der zwei wichtigsten Sender der Clarín-Gruppe (Canal 13 und Todo Noticias) in einem Konflikt zwischen der argentinischen Regierung und der Landwirtschafts-Lobby kritisierte. Die Zeitung trennte sich zudem daraufhin von Lacolla. Dieser Fall von Selbstzensur wurde von der Journalistengewerkschaft Cispren, die dem CTA-Verband angehört, scharf kritisiert und als „doppelter Akt von Zensur und Intoleranz“ bezeichnet.

## Online-Ausgabe
Seit dem 21. September 1996 erscheint La Voz del Interior auch im Internet, zunächst unter dem Namen Intervoz, danach als La Voz On Line unter der Domain lavoz.com.ar. Zu den angebotenen Dienstleistungen zählt auch das Webportal Vos (bis 2009 Córdoba.net), das Informationen zur Kulturszene der Stadt Córdoba sowie Argentiniens allgemein anbietet.